# Miguel Fenelon Câmara Filho
Miguel Fenelon Câmara Filho  (* 4. April 1925 in Quixeramobim, Brasilien; † 28. Juni 2018 in Teresina) war ein brasilianischer Geistlicher und römisch-katholischer Erzbischof von Teresina.

## Leben
Miguel Fenelon Câmara Filho besuchte das Kleine Seminar in Fortaleza. Er studierte am Prainha-Seminar in Fortaleza und in Rom Philosophie und Theologie sowie Sozialwissenschaften an der Päpstlichen Universität Gregoriana. An der römischen Pro Deo University (seit 1974: Libera Università Internazionale degli Studi Sociali (LUISS)) absolvierte er ein Aufbaustudium mit Fokus Katholische Aktion und Öffentliche Meinung. Er empfing am 8. Dezember 1948 die Priesterweihe für das Erzbistum Fortaleza und wurde 1949 zum Domkaplan in Fortaleza ernannt. Von 1951 bis 1953 war er Pfarrer von Itapebuçu und Guanacés. Von 1954 bis 1967 war er Professor am Priesterseminar in Fortaleza. Von 1968 bis 1970 war er Bischofsvikar in Fortaleza.
Papst Paul VI. ernannte Miguel Fenelon Câmara Filho am 9. Januar 1970 zum Weihbischof in Fortaleza und Titularbischof von Ath Truim. Der Erzbischof von São Salvador da Bahia, Eugênio de Araújo Sales spendete ihm am 19. März desselben Jahres die Bischofsweihe; Mitkonsekratoren waren Avelar Brandão Vilela, Erzbischof von Teresina, und João José da Mota e Albuquerque, Erzbischof von São Luís do Maranhão.
Am 5. Februar 1974 wurde er durch Paul VI. zum Koadjutorerzbischof von Maceió ernannt. Mit dem Rücktritt Adelmo Cavalcante Machados am 24. November 1976 folgte er ihm als Erzbischof von Maceió nach.
Am 7. Oktober 1984 wurde er durch Papst Johannes Paul II. zum Erzbischof von Teresina ernannt und trat am 6. Januar 1985 als Metropolitan-Erzbischof in das Amt des Erzbischofs von Teresina ein. Er war der erste Bischof, der die soziale Kommunikation in Brasilien aufbaute. Am 21. Februar 2001 nahm Johannes Paul II. seinen altersbedingten Rücktritt an.